# Carlos Lett
Carlos Arturo Lett (3 novembre 1885 – 8 marzo 1956) è stato un calciatore argentino, di ruolo attaccante.

## Caratteristiche tecniche
Attaccante, giocò anche come ala sinistra.

## Carriera

### Club
Lett si unì alla rosa dell'Alumni nel 1905 insieme al portiere José Buruca Laforia. Alla sua prima stagione nella squadra divenne il miglior marcatore del campionato, con 12 gol; l'Alumni vinse il torneo con tre punti di vantaggio sul Belgrano Athletic. Nel 1906 partecipò alla finale di campionato, segnando al 24º minuto. Lett rimase nei ranghi dell'Alumni fino al suo scioglimento avvenuto nel 1911, vincendo sei Copa Campeonato e svariati altri trofei.

### Nazionale
Debuttò in Nazionale il 15 agosto 1905, nella gara di Copa Lipton contro l'Uruguay. In tale occasione giocò come interno destro. Esattamente cinque sei anni dopo ottenne la seconda presenza in Nazionale, nuovamente in occasione della Copa Lipton.

## Palmarès

### Club

#### Competizioni nazionali
- Copa Campeonato: 6

Alumni: 1905, 1906, 1907, 1909, 1910, 1911
- Copa de Competencia Jockey Club: 3

Alumni: 1907, 1908, 1909

### Individuale
- Capocannoniere della Copa Campeonato: 1

1905 (12 gol)